# Henning Möller
Henning Möller, född 21 juni 1885, död 7 februari 1968, var en svensk friidrottare (diskuskastning). Han tävlade för IS Göta.
Möller deltog vid OS i Stockholm 1912 där han kom på 37:e plats i diskus.